# برونو جياكوميللي
برونو جياكوميللي (بالإيطالية: Bruno Giacomelli)‏ مواليد 10 سبتمبر 1952، هو سائق فورملا 1 إيطالي سابق كان قد بدأ مسيرته الاحترافية سنة 1977. كان أول سباق له هو جائزة إيطاليا الكبرى 1977. خاض خلال مسيرته 82 سباقاً.

## سباقات شارك فيها
- لو مان 24 ساعة
- بطولة العالم للسيارات الرياضية
- البطولة الأمريكية لسباق السيارات
- بطولة العالم لسيارات السياحة
- بطولة فورمولا 3 البريطانية

## روابط خارجية
- برونو جياكوميللي على موقع Racing-Reference.info (الإنجليزية)
- برونو جياكوميللي على موقع DriverDB.com (الإنجليزية)